# Бредене-Коксейде Классик 2024
14-й выпуск  Бредене-Коксейде Классик — шоссейной однодневной велогонки по дорогам в бельгийского региона Фландрия. Гонка прошла 15 марта 2024 года в рамках ПроСерии UCI 2024 (категория 1.Pro). Победу одержал итальянский велогонщик Лука Моццато.

## Участники
В гонке приняло участие 20 команд 8 команд категории UCI WorldTeam, 10 команд категории UCI ProTeams и 2 континентальные.
| UCI WorldTeams (8)- Alpecin-Deceuninck - Arkéa-B&B Hotels - Intermarché-Wanty - Lidl-Trek - Soudal Quick-Step - Team dsm-firmenich PostNL - Team Jayco AlUla - UAE Team Emirates UCI ProTeams (10)- Bingoal WB - Israel-Premier Tech - Lotto Dstny - Q36.5 Pro Cycling Team - TDT-Unibet - Team Flanders-Baloise - Team Novo Nordisk - TotalEnergies - Tudor Pro Cycling Team - Uno-X Mobility UCI Continental Teams (2)- Tarteletto-Isorex - Volkerwessels Cycling Team |
| |

## Маршрут
Старт был расположен в Бредене, и в средней части трассы гонщики дважды преодолели Кеммельберг, Банеберг и Шерпенберг. Преодолев горную часть, группа снова отправилась на побережье, в город Коксейде, где был расположен финиш. Финальная трасса, полностью ровная, была преодолена три раза. В общей сложности дистанция составила 202 километра, что примерно на десять километров больше, чем в прошлом году.

## Ход гонки
Несмотря на усилия команды Intermarché, Нильс Поллит ближе к концу гонки попытался уйти в отрыв. Поэтому Дрис де Путер двинул свою команду в качестве стопора. Поллит, а также Ив Лампарт (Soudal Quick-Step), Даан Хулле (Lidl-Trek) и Патрик Эдди (DSM-Firmenich) присоединились к нему. Затем Лампарт стоически ускорился до −3, когда преследователи собирались вернуться, за ним последовал только Эдди. Однако их преследовали команды спринтеров, в том числе Arkéa-B&B Hotels, где Амори Капиот и Дэвид Деккер работали на Луку Моццато. На последнем километре Йохан Капио (Arkéa-B&B Hotels) столкнулся с Лайонелом Таминио (Lotto Dstny), в то время как пелотон преследовал Роббе Гиса (Alpecin-Deceuninck), который попытался убежать на последнем километре. Издалека начал спринт Дилан Гроеневеген, которого на последних метрах обогнал Моццато.

## Результаты
| \| Генеральная классификация \| Генеральная классификация \| Генеральная классификация \| Генеральная классификация \| Генеральная классификация \| \| Гонщик \| Гонщик \| Команда \| Время \| \| \| ------------------------- \| ------------------------- \| ------------------------- \| ------------------------- \| ------------------------- \| \| 1-й \| Лука Моццато \| Arkéa-B&B Hotels \| 4ч 46' 30 \| \| \| 2-й \| Дилан Груневеген \| Team Jayco AlUla \| + 0 \| \| \| 3-й \| Гербен Тейссен \| Intermarché-Wanty \| + 0 \| \| \| 4-й \| Симоне Консонни \| Lidl-Trek \| + 0 \| \| \| 5-й \| Эмилс Лиепиньш \| Team dsm-firmenich PostNL \| + 0 \| \| \| 6-й \| Арно Де Ли \| Lotto Dstny \| + 0 \| \| \| 7-й \| Арвид де Клейн \| Tudor Pro Cycling Team \| + 0 \| \| \| 8-й \| Тимоти Дюпон \| Tarteletto-Isorex \| + 0 \| \| \| 9-й \| Уго Хофстеттер \| Israel-Premier Tech \| + 0 \| \| \| 10-й \| Дрис Ван Гестел \| TotalEnergies \| + 0 \| \| |                  |                           |           |
| |                  |                           |           |
| Источник: ProCyclingStats |                  |                           |           |
| Генеральная классификация |                  |                           |           |
| Гонщик | Гонщик           | Команда                   | Время     |
| 1-й | Лука Моццато     | Arkéa-B&B Hotels          | 4ч 46' 30 |
| 2-й | Дилан Груневеген | Team Jayco AlUla          | + 0       |
| 3-й | Гербен Тейссен   | Intermarché-Wanty         | + 0       |
| 4-й | Симоне Консонни  | Lidl-Trek                 | + 0       |
| 5-й | Эмилс Лиепиньш   | Team dsm-firmenich PostNL | + 0       |
| 6-й | Арно Де Ли       | Lotto Dstny               | + 0       |
| 7-й | Арвид де Клейн   | Tudor Pro Cycling Team    | + 0       |
| 8-й | Тимоти Дюпон     | Tarteletto-Isorex         | + 0       |
| 9-й | Уго Хофстеттер   | Israel-Premier Tech       | + 0       |
| 10-й | Дрис Ван Гестел  | TotalEnergies             | + 0       |